# 아요 번콜
아요 번콜(Ayo Bankole, 1935년 5월 17일 ~ 1976년 11월 6일)은 나이지리아 남서부에 있는 요루바족의 작곡가이자 오르간 연주자였다.

## 살인
1976년 41세의 번콜은 라고스에서 그의 아내와 이복형제에 의해 잔인하게 살해당했다. 친절하고 인도적인 남자인 그는 나이지리아 음악계에 의해 많이 그리워진다.